# المعهد المصري للدراسات الإسلامية (مدريد)
المعهد المصري للدراسات الإسلامية في مدريد (بالإسبانية: Instituto Egipcio de Estudios Islámicos en Madrid)‏ هو معهد علمي تابع لوزارة التعليم العالي المصرية، مقره العاصمة الإسبانية مدريد.

## تاريخ المعهد
أنشئ المعهد المصري للدراسات الإسلامية بمدريد بقرار من مجلس الوزراء المصري في يوليو 1950، وكان اسمه عند إنشائه «معهد فاروق الأول». افتتح المعهد في حفل رسمي في 11 نوفمبر 1950 بحضور الدكتور طه حسين (صاحب فكرة إنشاء المعهد ومؤسسه)، وزير المعارف المصرية آنذاك والدكتور سليمان حزين، مدير عام الثقافة.
نص القرار الوزاري لإنشاء المعهد على أن هناك هدفين لوجوده هما:
1. إحياء التراث العربي والإسلامي والأندلسي.
2. التعاون مع الباحثين الإسبان وغيرهم في ميدان الدراسات الأندلسية والإسلامية على وجه العموم.[1]

وقد ضُم إلى المعهد عام 1991 ـ بموافقة الجانبين المصري والإسباني ـ معهدان آخران هما «المعهد المصري للدراسات الإيبروأمريكية» (بالإسبانية: Instituto de Estudios Iberoamericanos، ويضطلع بالعلاقات الثقافية مع دول أمريكا اللاتينية)، و«المعهد المصري لدراسات البحر الأبيض المتوسط» (بالإسبانية: Instituto de Estudios del Mediterráneo، ويهتم بالدراسات المتوسطية).
تعاون مع المعهد في مستهل عهده عدد من الباحثين والمستشرقين الإسبان، من أبرزهم ميغيل آسين بلاثيوس، الأستاذ بمدرسة الدراسات العربية آنذاك، ومديرها إميليو غارثيا غوميث، إلى جانب تعاون وزارة المعارف الإسبانية والإدارة الثقافية بوزارة الخارجية الإسبانية، ومعهد الدراسات السياسية.
وقد مد المعهد جسور التعاون مع مراكز الدراسات العربية والإسلامية في أنحاء إسبانيا، ومنها مدرسة الدراسات العربية في غرناطة وجامعتا سرقسطة وسلمنقة ومعهد الدراسات الإسلامية في باريس، الذي كان مديره آنذاك هو ليفي بروفنسال، ومثّل المعهد جامعات مصر في الاحتفال بالعيد المئوي السابع لجامعة سلمنقة في الفترة من 8 إلى 14 أكتوبر 1953، وكانت مصر هي الدولة العربية والإسلامية الوحيدة التي شاركت في ذلك الاحتفال، ومثّل مصر والمعهد في هذا الاحتفال الدكتور حسين مؤنس.

## مقر المعهد
بدأ المعهد بالعاصمة الإسبانية مدريد في مقر مؤقت في 14 شارع ماتيّاس مونتيرو (بالإسبانية: Matías Montero)‏ حتى تم تقديم اقتراح لوزارة التربية والتعليم عام 1961 بتغيير مقره نظراً لتعدد مهامه والحاجة إلى مكان أكبر، فتمت الموافقة على الاقتراح المقدم، وشيد المبنى الحالي الكائن بشارع فرانثيسكو دي أسيس منديث كسارييغو (بالإسبانية: Francisco de Asís Méndez Casariego)‏، وافتتحه الدكتور عبد القادر حاتم، نائب رئيس الوزراء آنذاك، في يوم 5 مارس 1966.

## مديرو المعهد
كان أول مدير للمعهد هو الدكتور محمد عبد الهادي أبو ريدة، أستاذ الفلسفة بجامعة القاهرة، ثم خلفه بعد قيام ثورة يوليو 1952 الدكتور علي سامي النشار، الذي كان أيضًا أستاذًا للفلسفة الإسلامية، غير أن إدارته للمعهد لم تطل، ثم اضطلع بإدارة المعهد الدكتور حسين مؤنس عام 1954، ومكث به عامًا، استكمل خلاله مكتبة المعهد حتى أصبحت من أغنى المكتبات العربية في إسبانيا، وأشرف على مجلة المعهد، وأرسى قواعد النشر بها في قسميها العربي والأوربي، ثم عاد إلى القاهرة، كما تولى إدارة المعهد بين عامي 1980 و1985 الناقد الدكتور صلاح فضل، وخلفه ـ في أغسطس 1985 ـ الدكتور سيد حنفي حسنين مستشارًا ثقافيًا ومديرًا للمعهد، ثم الدكتور أحمد مرسي، ثم الدكتور جمال عبد الكريم، كما تولى إدارة المعهد في تسعينيات القرن العشرين الدكتور محمود السيد علي، الذي نُسخت في عهده أعداد مجلة المعهد ـ منذ إنشائها عام 1953 وحتى عام 1998 ـ في وسائط إلكترونية. وقد جرت العادة على أن يتولى المستشار الثقافي للسفارة المصرية بمدريد إدارة المعهد بحكم منصبه.
والدكتور السيد إبراهيم سهيم، ومدير المعهد حاليا هو د باسم صالح دود وهو في الوقت ذاته المستشار الثقافي المصري بمدريد والملحق الادارى الحالى هوأ/ أحمد قطب

## مجلة المعهد
يصدر المعهد مجلة سنوية تُنشر فيها الأبحاث المتعلقة بالدراسات الأندلسية، وقد صدر العدد الأول من المجلة عام 1953 في عهد مدير المعهد الدكتور علي سامي النشار، الذي رأس تحرير المجلة، وقد قُسمت المجلة ـ التي كتب بها باحثون إسبان وأوروبيون إلى جانب الباحثين المصريين ـ إلى قسمين: أوروبي وعربي، وتُرجمت المقالات الأوروبية إلى العربية، كما تُرجمت المقالات العربية إلى الإسبانية.

## مكتبة المعهد
يحتوي المعهد المصري بمدريد على مكتبة مختصة بالدراسات الأندلسية يؤمها الباحثون في هذا المجال للإفادة من مراجعها، وقد بلغ عدد مقتنيات المكتبة عام 1954 في قسمها العربي 10975 كتابًا، وفي قسمها الإفرنجي 20126 كتابًا. وتضم المكتبة حاليًا 38000 كتابًا مطبوعًا باللغة العربية وغيرها من اللغات، إلى جانب 35 مخطوطًا، و1200 دورية علمية وعدد كبير من المواد الفيلمية.

## تدريس اللغة العربية
قام المعهد منذ إنشائه تدريس اللغة العربية للإسبان، ويضم المعهد حاليًا ثلاث قاعات مخصصة لتدريس اللغة العربية، تسع 120 طالبًا، ويتم فيها تدريس اللغة العربية في ثلاث مستويات على ثلاث سنوات، تُدرس بواقع أربع ساعات أسبوعيًا تُمنح في نهايتها شهادة للدارس، كما تُعطى بالمعهد دروس في اللهجة المصرية والمحادثة والترجمة، إلى جانب دروس في اللغة الإسبانية للعرب.

## وصلات خارجية
- مجلة المعهد المصري للدراسات الإسلامية بمدريد على موقع أرشيف الشارخ.
- الموقع الرسمي للمعهد (بالإسبانية)